# San Miguel Allende, Hidalgo
San Miguel Allende är en ort i Mexiko.   Den ligger i kommunen Tepeapulco och delstaten Hidalgo, i den sydöstra delen av landet, 90 km nordost om huvudstaden Mexico City. San Miguel Allende ligger 2 550 meter över havet och antalet invånare är 454.
Terrängen runt San Miguel Allende är huvudsakligen kuperad, men österut är den platt. Runt San Miguel Allende är det ganska tätbefolkat, med 108 invånare per kvadratkilometer. Närmaste större samhälle är Apan, 18,7 km söder om San Miguel Allende. Trakten runt San Miguel Allende består till största delen av jordbruksmark.